# Gotra fuscicoxis
Gotra fuscicoxis là một loài tò vò trong họ Ichneumonidae.